# Pindolol
Pindolol (Visken, Betapindol, Blockin L, Blocklin L, Calvisken, Cardilate, Decreten, Durapindol, Glauco-Visken, Pectobloc, Pinbetol, Prindolol, Pynastin) je beta blokator.

## Farmakologija
Pindolol je neselektivni beta blokator sa parcijalnom beta-adrenergičkom aktivnošću. On manifestuje intrizičku simpatomimetičku aktivnost. Drugim rečima pindolol, posebno u visokim dozama, ispoljava efekte poput epinefrina ili izoprenalina (povošeni puls i krvni pristisa, bronhodilatacija), mada su ti efekti ograničeni. Pindolol takođe pokazuje membransko stabilišuće dejstvo poput hinidina. On takođe funkcioniše kao slab parcijalni agonist / antagonist 5-HT1A receptora.

## Spoljašnje veze
|  | Molimo Vas, obratite pažnju na važno upozorenje u vezi sa temama iz oblasti medicine (zdravlja). |